# Annibale de Gasparis
Annibale de Gasparis   (Bugnara, 9 de novembre de 1819 - Nàpols, 21 de març de 1892) fou un astrònom i matemàtic italià. Va ser director de l'Observatori Astronòmic de Capodimonte de Nàpols des de 1864 a 1889, professor d'astronomia en la universitat local des de 1853 i Senador designat del Regne d'Itàlia (1861). Fou un gran observador d'asteroides, va arribar a descobrir visualment: 
- (10) Higiea (12 d'abril de 1849)
- (11) Partènope (11 de maig de 1850)
- (13) Egèria (2 de novembre de 1850)
- (14) Irene (independentment de John Russell Hind)
- (15) Eunòmia (29 de juliol de 1851)
- (16) Psique (17 de març de 1852)
- (20) Massàlia (19 de setembre de 1852, independentment de Jean Chacornac.
- (24) Temis (5 d'abril de 1853)
- (63) Ausonia (10 de febrer de 1861)[1]
- (83) Beatriz (26 d'abril de 1865)

## Premis i reconeixements
- Medalla d'or de la Reial Societat Astronòmica (1851)
- Prêmio Lalande de l'Académie des Sciences (1849-1853)
- Duen el seu nom l'asteroide (4279) de Gasparis, un cràter lunar (De Gasparis i el Rimae de Gasparis (una fractura de 93 km de longitud prop del cràter).